# ОШ „Аца Синадиновић” Лоћика
ОШ „Аца Синадиновић” основна школа у Лоћики. Налази се на адреси Јастребачка 97, Лоћика, општина Алексинац. Школа има неколико издвојених оделења: Тешица, Грејач, Кулина, Вукања, Породин, Љуптен, Честа, Врћеновица, Мали Дреновац, Копривница, Дашница, Чукуровац и Шурић.

## Опште информације
Школа има неколико издвојених оделења:

## Историјат[1]
Основна школа у Лоћики отворена је 24. октобра 1919. године. Први учитељ школе био је Радомир Поповић. Пре отварања лоћичке школе, ђаци из Лоћике школу су похађали у Врћеновици или Тешици, јер су ове две школе основане раније. У XIX веку отворене су прве школе у туријској области. Школа у Тешици почела је са радом на Ђурђевдан 1841. године, школа у Кулини је отворена 1891, школа у Врћеновици 1893, а новембра 1895. и школа у Грејачу.
Када је отворена, у лоћичку школу је те 1919. године уписано преко сто ученика, од седмогодишњака до дванаестогодишњака из Лоћике и Малог Дреновца. Школске зграде није било, па се настава одржавала у познатој Сеоској кући, односно згради Туријске општине, где су касније изграђени школски станови. У периоду између два светска рата отворена је већина подручних школа, које данас припадају школи у Лоћики. Основна школа у Љуптену почела је са радом 1931. године, док је школа у Копривници отворена школске 1933/34. године. У овом периоду основна школа у Врћеновици добила је своја два издвојена одељења - у Чукуровцу и Шурићу. Одељење врћеновачке основне школе у Чукуровцу отворено је почетком септембра 1934. године, а Шурићу после тачно годину дана. Године 1927. отворена је школа у Вукањи. За време немачке окупације, 1942. године, са радом почиње и школа у Дашници, а у јесен 1944, отворене су школе у Чести и Малом Дреновцу.
Други светски рат је делимично прекинуо рад школе у Лоћики. Рад школе обновљен је непосредно након ослобођења 1944. године. Решењем Министарства просвете, 1948. године у Лоћику је из Моравца премештена Државна нижа гимназија (односно Прогимназија), у којој су ученици тада полагали и малу матуру. Прогимназија у Лоћики имала је и интернатски смештај за ученике који су долазили из других села. Тада су ђаци лоћичке школе била и деца из Великог Дреновца, Грејача, Тешице, Кулине и Вукање. Када је 1952. године Законом о основној школи уведено осмогодишње основно образовање, школа у Лоћики прерасла је у осмогодишњу школу. Тако је школске 1953/54. године Нижа државна гимназија у Лоћики (Прогимназија) постала осмогодишња школа. После доношења Закона о основној школи Народне Републике Србије 1959. године (Члан 59. овог закона  предвиђао је да школе могу да добијају имена по истакнутим и заслужним личностима народа Југославије или других народа, или по значајном историјском датуму или догађају) осмогодишња школа у Лоћики добила је име „Аца Синадиновић“, по Александру - Аци Синадиновићу, партизанском борцу, припаднику Јастребачког батаљона Првог јужноморавског партизанског одреда који је изгубио живот изнад села Врћеновице 1944. године.
Скупштина Општине Алексинац је на XIII заједничкој седници Општинског већа и Већа радних заједница одржаној 30. септембра 1968. године донела одлуку о оснивању основних школа на територији Општине Алексинац. У овој одлуци у члану 1, став 4. наводи се: „Основна школа ʽАца Синадиновићʼ у Лоћики је са издвојеним четвороразредним одељењима у Тешици, Голешници, Малом Дреновцу, Врћеновици, Шурићу, Породину, Љуптену, Чести, Вукањи, Дашници, као и осморазредним одељењима у Кулини и Грејачу.“ Овом одлуком су заправо до тада самосталне осмогодишње школе у Грејачу и Кулини припојене школи у Лоћики. Школа у Грејачу претходно је носила име нашег великог романтичарског песника Бранка Радичевића, а школа у Кулини име Драгише Петровића - Ђида, партизанског борца из Чукуровца који је погинуо 1945. године у борбама у околини Загреба. Када је школске 1984/1985. отворена осмогодишња школа у Тешици, долази до интеграције свих школа под именом „Аца Синадиновић“ са матичном школом у Лоћики. Од тада основна школа у Лоћики има своја три издвојена осморазредна одељења: у Кулини, Тешици и Грејачу. Данас, осим наведених осморазредних одељења, школи у Лоћики припадају и нижеразредна одељења у Вукањи, Породину, Љуптену, Шурићу, Врћеновици, Малом Дреновцу, Чести, Копривници и Дашници.

## Извори
1. ↑  Историјат школе